# Ji Hyun-woo
Joo Hyung-tae (en hangul, 주형태; hanja: 智鉉寓; RR: Ju Hyeong-tae) más conocido como Ji Hyun-woo (hangul: 지현우; hanja: 周亨太; RR: Ji Hyeonwu) es un actor, músico, guitarrista y cantante surcoreano.

## Biografía
Su hermano mayor es el cantante y compositor surcoreano Joo Yoon-chae (윤채).
Estudió artes escénicas en la Universidad Sungkyunkwan.
El 7 de agosto del 2012 comenzó su servicio militar obligatorio, el cual finalizó en 6 de mayo del 2014.
En junio del 2012 anunció que estaba saliendo con la actriz Yoo In-na, sin embargo la relación finalizó en mayo del 2014.

## Carrera
Es miembro de la agencia "STX Lion Heart Entertainment" (STX 라이언하트는 엔터테인먼트), la cual es filial de Lion Heart Media Group. Previamente fue miembro de la agencia Dream T Entertainment (드림티엔터테인먼트) del 2016 al 2019.  

### Televisión y cine
Es conocido como uno de los hermanos pequeños de la nación de Corea del Sur debido a su popularidad.
En noviembre del 2005 se unió al elenco principal de la serie Golden Apple, donde dio vida a Kyung-min, el hijo de Kim Chun-dong y hermano de Kyung-sook (Park Sol-mi) y Kyung-gu (Kim Ji-hoon), hasta el final de la serie en febrero del 2006. El actor Park Ji-bin interpretó a Kyung-min de joven.
El 26 de julio del 2006 se unió al elenco principal de la serie Over the Rainbow, donde interpretó a Kwon Hyeok-ju, el miembro del grupo "Gangster", hasta el final de la serie el 14 de septiembre del mismo año.
El 16 de mayo del 2007 se unió al elenco principal de la serie Merry Mary, donde dio vida a Kang Dae-gu, hasta el final de la serie el 5 de julio del mismo año.
El 9 de noviembre del 2009 se unió al elenco principal de la serie Invincible Lee Pyung Kang, donde interpretó a Woo On-dal, el respetado y temible hijo de un hombre rico, quien en su vida anterior fue un hombre ridiculizado por los demás debido a su naturaleza buena y honestidad.
El 1 de marzo del 2010 se unió al elenco principal de la serie Becoming a Billionaire, donde dio vida a Choi Seok-bong, un botones del lujoso Hotel Ohsung que cree ser el hijo de un multimillonario y que luego de ser diagnosticado con cáncer decide encontrar a su padre biológico, hasta el final de la serie el 4 de mayo del mismo año. 
El 20 de agosto del 2011 se unió al elenco principal de la serie A Thousand Kisses donde interpretó a Jang Woo-bin, un exjugador de fútbol nacional que ahora es un agente deportivo, hasta el final de la serie el 5 de febrero del 2012.
El 18 de abril del 2012 se unió al elenco principal de la serie Queen In-hyun's Man (también conocida como "Queen and I") donde dio vida a Kim Bung-do, un erudito en el tiempo de la dinastía Joseon que gracias a un misterioso talismán salta 300 años en el futuro hasta llegar al siglo XXI, donde conoce y se enamora de la actriz Choi Hee-jin (Yoo In-na), hasta el final de la serie el 7 de junio del mismo año.
El 23 de junio del 2014 se unió al elenco principal de la serie Trot Lovers (también conocida como "Lovers of Music") donde interpretó a Jang Joon-hyun, un arrogante compositor y productor musical genio con una gran popularidad, hasta el final de la serie el 12 de agosto del mismo año.
El 18 de marzo del 2015 se unió al elenco principal de la serie Angry Mom donde dio vida a Park No-ah, un ingenuo pero idealista profesor que se une a Jo Kang-ja (Kim Hee-sun) para detener la violencia en la escuela, hasta el final de la serie el 7 de mayo del mismo año.
El 22 de junio del 2016 se unió al elenco principal de la serie Wanted donde interpretó a Cha Seung-in, un detective del equipo de investigación de homicidios de la estación de policía de Kangnam, hasta el final de la serie el 18 de agosto del mismo año.
El 13 de mayo del 2017 se unió al elenco principal de la serie Bad Thief, Good Thief donde dio vida a Jang Dol-mok, un descendiente de Baek-san cuya verdadera identidad "Kim Soo-hyun" es escondida por su padre biológico para mantenerlo a salvo, hasta el final de la serie el 5 de noviembre del mismo año.
El 23 de julio del 2018 se unió al elenco principal de la serie Risky Romance donde interpretó al médico Han Seung-joo, un talentoso neurocirujano con una memoria extraordinaria y un enfoque lógico de las cosas, hasta el final de la serie el 17 de septiembre del mismo año.
El 23 de febrero del 2019 se unió al elenco principal de la serie Love in Sadness (también conocida como "I Love You When I'm Sad") donde dio vida a Seo Jung-won, un cirujano plástico de buen corazón, que decide operar el rostro de Yoon Ma-ri (Park Han-byul), de quien está enamorado, para ayudarla a huir de su matrimonio abusivo, hasta el final de la serie el 27 de abril del mismo año.
En el 2020 se anunció que estaba en pláticas para unirse al elenco principal de la serie Oh Man Sang and Prejudice donde podría interpretar a Oh Man-sang.
El 11 de agosto del mismo año se unió al elenco principal de la serie Lonely Enough to Love (también conocida como "Can’t Be Bothered to Date, But Don’t Want to be Lonely!") donde dio vida a Cha Kang-woo, un encantador psiquiatra que está lleno de curiosidad por los humanos pero que tiene miedo de expresar sus intereses a los demás, hasta el final de la serie el 13 de octubre del mismo año.

### Música
Comenzó como guitarrista de sesión para el segundo álbum de la banda coreana "Moonchild"
Más tarde en el 2004 se convirtió en el líder y guitarrista del grupo "The Nuts", también conformado por Park Joon-shik (voz) y Kim Hyun-joong (bajo), Kang Il (tecladista), Jung Yi-han (vocalista) y Kim Seong-gyul (bajista y vocalista), hasta el 2012.
Desde el 10 de enero del 2020 es el líder, vocalista y guitarrista del grupo "SGO", también conformado por su hermano Yoon-chae (tecladista), Kim Hyun-joong (bajista) y Sa E (guitarrista y percusionista).

## Filmografía

### Series de televisión
| Año     | Título                                   | Personaje                   | Notas         | Ref.          |
| ------- | ---------------------------------------- | --------------------------- | ------------- | ------------- |
| 2002-03 | School Stories                           | -                           |               |               |
| 2003-04 | Merry Go Round                           | -                           |               |               |
| 2004    | If You Only Knew                         | Jang Sun-il                 | 19 episodios  |               |
| 2004-05 | Old Miss Diary                           | PD Ji Hyun-woo              | 232 episodios |               |
| 2005    | Banjun Drama - "My Heart Goes Pit-a-Pat" | -                           |               |               |
| 2005    | Banjun Drama - "Bad Student"             | -                           |               |               |
| 2005-06 | Golden Apple                             | Kyung-min                   | 30 episodios  |               |
| 2006    | Over the Rainbow                         | Kwon Hyuk-ju                | 16 episodios  |               |
| 2007    | Merry Mary                               | Kang Dae-gu                 | 16 episodios  |               |
| 2008    | My Sweet Seoul                           | Yoon Tae-oh                 | 16 episodios  |               |
| 2008-09 | My Precious You                          | Jang Shin-ho                | 54 episodios  |               |
| 2009    | Invincible Lee Pyung Kang                | Woo On-dal                  | 16 episodios  |               |
| 2010    | Becoming a Billionaire                   | Choi Seok-bong              | 20 episodios  |               |
| 2011-12 | A Thousand Kisses                        | Jang Woo-bin                | 50 episodios  |               |
| 2012    | Queen In-hyun's Man                      | Kim Bung-do                 | 16 episodios  |               |
| 2014    | Trot Lovers                              | Jang Joon-hyun              | 16 episodios  |               |
| 2015    | Angry Mom                                | Park No-ah                  | 16 episodios  |               |
| 2015    | The Awl (Drill)                          | Lee Su-in                   | 12 episodios  | [ 26 ]        |
| 2016    | Wanted                                   | Det. Cha Seung-in           | 16 episodios  |               |
| 2017    | Bad Thief, Good Thief                    | Jang Dol-mok / Kim Soo-yeon | 50 episodios  |               |
| 2018    | Risky Romance                            | Dr. Han Seung-joo           | 32 episodios  | [ 27 ]        |
| 2019    | Love in Sadness                          | Dr. Seo Jung-won            | 40 episodios  |               |
| 2020    | Lonely Enough to Love                    | Psiq. Cha Kang-woo          | 10 episodios  |               |
| 2021    | Young Lady and Gentleman                 | Lee Young-guk               |               | [ 28 ] [ 29 ] |
| 2023    | Delightfully Deceitful                   | Hong Chang-ki               |               | [ 30 ]        |
| 2024    | Beauty and Mr. Romantic                  | Go Pil-seung                | 50 episodios  | [ 31 ] [ 32 ] |

### Películas
| Año  | Título                   | Personaje     | Notas                                                                                             | Ref.   |
| ---- | ------------------------ | ------------- | ------------------------------------------------------------------------------------------------- | ------ |
| 2004 | The Hotel Venus          | Detective     | junto a Tsuyoshi Kusanagi, Miki Nakatani, Teruyuki Kagawa, Park Jung-woo, Jo Eun-ji y Lee Joon-gi |        |
| 2006 | Fly High                 | Kang Min-hyuk | junto a Im Jung-eun, Jung Ae-ri, Ju Ho, Jung Han-yong y Dokgo Young-jae                           |        |
| 2006 | Old Miss Diary – Movie   | Ji Hyun-woo   | junto a Ye Ji-won, Kim Young-ok y Park Woong                                                      |        |
| 2009 | Attack the Gas Station 2 | "One Punch"   | junto a Jo Han-sun, Moon Won-ju, Jung Jae-hoon, Baek Jeong-min, Park Yeong-gyu y Park Sang-myun   |        |
| 2011 | Mr. Idol                 | Lee Yoo-jin   | junto a Park Ye-jin, Kim Su-ro, Jay Park, Im Won-hee y Jang Young-nam                             |        |
| 2018 | True Fiction             | Kim Soon-tae  | junto a Oh Man-seok, Lee Eun-woo, Kim Hak-chul y Jo Eun-ji                                        |        |
| 2021 | Everglow                 | Kyung-hoon    |                                                                                                   | [ 33 ] |

### Programas de variedades
| Año     | Título                    | Notas                                  | Ref.   |
| ------- | ------------------------- | -------------------------------------- | ------ |
| 2003    | 요리조리팡팡              |                                        |        |
| 2005    | Music Bank                | co-presentador - junto a Kim Bo-min    |        |
| 2008-09 | I Love Movie              | presentador                            |        |
| 2011-12 | Invincible Youth Season 2 | presentador                            |        |
| 2012    | You Hee-yeol's Sketchbook | (ep. #134) - invitado                  |        |
| 2016    | Two Yoo Project Sugar Man | (ep. #26) - junto a The Nuts           |        |
| 2018    | Let’s Eat Dinner Together | (ep. #65) - invitado - junto a Seohyun | [ 34 ] |
| 2018    | Life Bar                  | (ep. #68) - invitado                   |        |
| 2021    | Knowing Bros              | ep. #286 - invitado                    |        |

### Programas de radio
| Año         | Título                                   | Estación    | Notas |
| ----------- | ---------------------------------------- | ----------- | ----- |
| 2007 - 2008 | Our Happy Days of Youth with Ji Hyun-woo | SBS Love FM | DJ    |
| 2008 - 2009 | Mr. Radio with Lee Hoon and Ji Hyun-woo  | KBS Cool FM | DJ    |

### Aparición en videos musicales
| Año  | Artista               | Canción         | Notas  |
| ---- | --------------------- | --------------- | ------ |
| 2019 | Kim Yong-jin (김용진) | "This Was Love" | [ 35 ] |

### Teatro musical
| Año     | Título      | Personaje     | Notas                                                                               |
| ------- | ----------- | ------------- | ----------------------------------------------------------------------------------- |
| 2005    | Grease      | Danny Zuko    |                                                                                     |
| 2013    | The Promise | Ji-hoon       | junto a Leeteuk, Kim Mu-yeol, Jung Tae-woo, Lee Hyun y Yoon Hak - (musical militar) |
| 2014-15 | Kinky Boots | Charlie Price | junto a Oh Man-seok, Kim Mu-yeol, Kang Hong-seok y Ko Chang-seok                    |

### Revistas / sesiones fotográficas
| Año  | Título           | Notas  |
| ---- | ---------------- | ------ |
| 2014 | Singles Magazine | [ 39 ] |
| 2015 | Elle Magazine    | [ 40 ] |

### Anuncios
| Año  | Título                 | Notas |
| ---- | ---------------------- | ----- |
| 2007 | Haitai Beverage Cha On |       |
| 2009 | Paris Baguette         |       |

## Discografía

### Solista

#### Soundtrack
| Año  | Título                              | Álbum                           | Notas                                 |
| ---- | ----------------------------------- | ------------------------------- | ------------------------------------- |
| 2006 | Christmas Tears (눈물의 크리스마스) | OST de "Old Miss Diary – Movie" | junto a Park Joon-shik                |
| 2006 | Ji Hyun-woo's Love Letter           | -                               | 1. 외눈박이 물고기 2. 애인을 구합니다 |
| 2007 | One&One                             | OST de "Merry Mary"             |                                       |
| 2008 | My Sweet City (달콤한 나의 도시)    | OST de "My Sweet Seoul"         |                                       |
| 2011 | Instinctively (본능적으로)          | OST de "Show Show Show Part 1"  |                                       |
| 2014 | All Day (하루종일)                  | OST de "Trot Lovers"            |                                       |
| 2017 | I'm a Happy Man                     | OST de "Bad Thief, Good Thief"  |                                       |

#### Singles
| Año  | Título    | Canciones                                                                          | Notas |
| ---- | --------- | ---------------------------------------------------------------------------------- | ----- |
| 2011 | Crescendo | 1. "Baby Elephant" (아기 코끼리) 2. "Good Addiction" (좋은 중독) 3. "Kid" (아이야) |       |

### SGO

#### Composiciones
| Año  | Título          | Notas |
| ---- | --------------- | ----- |
| 2020 | Waiting for You |       |

### The Nuts

#### Álbumes
| Año  | Título           | Notas |
| ---- | ---------------- | ----- |
| 2006 | Whispers of Love |       |
| 2008 | Could've Been    |       |
| 2008 | Crazy Love       |       |
| 2009 | Truth J          |       |
| 2014 | The Nuts         |       |

#### Singles
| Año  | Título                             | Notas |
| ---- | ---------------------------------- | ----- |
| 2007 | Travel Memories (추억여행)         |       |
| 2008 | Graduation Trip (졸업여행)         |       |
| 2009 | Kissing in the Sea (바다에 입맞춤) |       |

#### Compilaciones
| Año  | Título                               | Notas |
| ---- | ------------------------------------ | ----- |
| 2008 | Ivy Mega Mix Single Collection Vol.1 |       |

## Premios y nominaciones
| Año  | Premio                              | Categoría                                                  | Trabajo                   | Resultado |
| ---- | ----------------------------------- | ---------------------------------------------------------- | ------------------------- | --------- |
| 2005 | KBS Entertainment Award             | Netizen Popularity Award                                   | Old Miss Diary            | Ganó      |
| 2006 | MBC Drama Award                     | PD Award                                                   | Over the Rainbow          | Ganó      |
| 2006 | KBS Drama Award                     | Best New Actor                                             | Golden Apple              | Ganó      |
| 2007 | Korean Entertainment and Arts Award | Best Male Radio Host                                       | Our Happy Days of Youth   | Ganó      |
| 2007 | MBC Drama Award                     | Best Couple Award (junto a Lee Ha-na)                      | Merry Mary                | Nominados |
| 2008 | SBS Drama Award                     | Excellence Award, Actor in a Drama Special                 | My Sweet Seoul            | Nominado  |
| 2008 | SBS Drama Award                     | Best Couple Award (junto a Choi Kang-hee)                  | My Sweet Seoul            | Nominados |
| 2008 | SBS Drama Award                     | New Star Award                                             | My Sweet Seoul            | Ganó      |
| 2008 | KBS Drama Award                     | Excellence Award, Actor in a Serial Drama                  | My Precious You           | Nominado  |
| 2009 | KBS Drama Award                     | Excellence Award, Actor in a Miniseries                    | Invincible Lee Pyung Kang | Nominado  |
| 2010 | KBS Drama Award                     | Excellence Award, Actor in a Mid-length Drama              | Becoming a Billionaire    | Nominado  |
| 2011 | MBC Drama Award                     | Excellence Award, Actor in a Serial Drama                  | A Thousand Kisses         | Ganó      |
| 2014 | APAN Star Award                     | Best Dressed                                               | -                         | Ganó      |
| 2015 | Korea Lifestyle Award               | Best Style                                                 | -                         | Ganó      |
| 2015 | JTBC Life Award                     | Best Actor                                                 | The Awl                   | Ganó      |
| 2017 | MBC Drama Award                     | Top Excellence Award, Actor in a Weekend Drama             | Bad Thief, Good Thief     | Nominado  |
| 2018 | MBC Drama Award                     | Top Excellence Award, Actor in a Monday-Tuesday Miniseries | Risky Romance             | Nominado  |
| 2019 | MBC Drama Award                     | Top Excellence Award, Actor in a Weekend/Daily Drama       | Love in Sadness           | Nominado  |